# Valčík
Valčík je postupový, kolový tanec v 3/4 taktu nebo zřídka (spíše dříve) v 3/8 taktu, důraz je kladen na první dobu. Standardové tempo je 60 taktů za minutu.
Tento tanec se tančí v páru, v uzavřené póze s rychlými obraty a pevným vzorem kroku se třemi kroky na takt, a to tak, že jeden z páru vždy uhýbá druhému, který jde dopředu a během taktu otočí celý pár. Byl prvním společenským tancem, který se tančil v poměrně těsném držení, což bylo v tehdejší městské společnosti převratem.
Valčík vznikl v Alpách, kde se vyvinul spolu s dalšími podobnými tanci z lidového vzoru, z rakouského lendleru a z německého Deutscheru. Divadelní premiéru měl roku 1786 v opeře Una cosa rara (Vzácná věc, autorem je Vincent Martín y Soler) a ihned se stal velice populárním.
Později se objevil v řadě děl význačných skladatelů: např. Johanna Strausse staršího, Johanna Strausse mladšího, Josefa Lannera, atd.
Z hudebního hlediska se rozlišují dva druhy valčíků:
- vídeňský valčík – řetěz několika valčíkových melodií za sebou
- pařížský valčík – předehra a trio

První populární melodií, o které lze říci, že je v pravém valčíkovém rytmu, bylo oživení staré německé písně Oh du liebe Augustin! v roce 1780.Typickým příkladem české valčíkové melodie je píseň Pásla ovečky.

## Figury
- Otáčka vpravo – Natural Turn
- Otáčka vlevo – Reverse Turn
- Uzavřené změny vpřed – Closed Forward Changes
- Uzavřené změny vzad – Closed Backward Changes
- Valčík na místě vpravo – Natural Fleckerl
- Valčík na místě vlevo – Reverse Fleckerl
- Protizarážka – Contra Check